# Iana (fleuve)
Pour les articles homonymes, voir Iana et Yana.
Ne doit pas être confondu avec Yama (rivière).

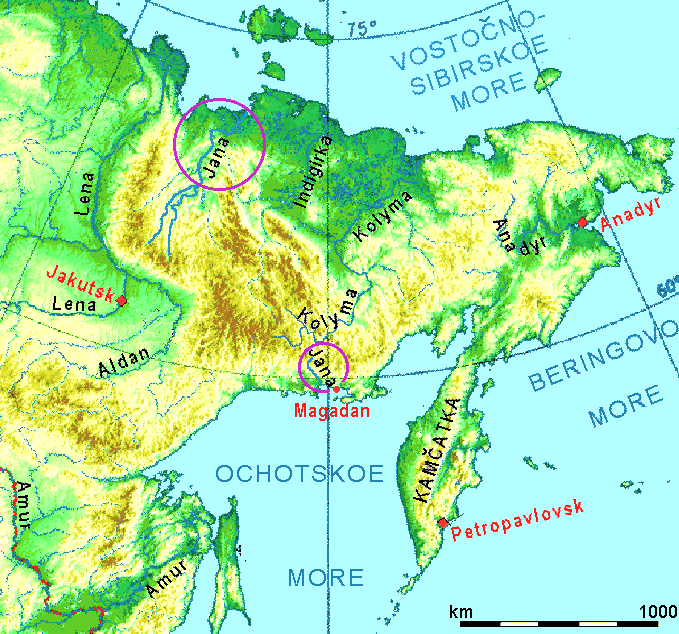
Deux fleuves en Sibérie Orientale du nom de Yana

Le Iana (ou la Yana) (en russe : Яна et en iakoute : Дьааҥы, prononcé Djaangui) est un fleuve de Sibérie orientale, en Russie. Il arrose la République de Sakha et se jette dans l'océan Arctique, dans la mer des Laptev. Il se trouve entre la Léna à l'ouest et l'Indiguirka à l'est.

## Géographie
Le fleuve naît de l'union de deux rivières, le Sartang venu du sud (droite), et le Doulgalakh venu du sud-ouest (gauche).
La longueur de la Iana proprement dite est de 872 km. Mais en considérant le Sartang comme son cours supérieur, sa longueur atteint 1 490 km. Son bassin versant compte 238 000 km2.
La Iana se jette dans le golfe de Iana, dans la mer des Laptev, en un gigantesque delta de 10 200 km2. On compte environ 40 000 lacs dans le bassin de la Iana, en comptant à la fois les lacs alpins formés par la glaciation dans les monts de Verkhoïansk (les basses terres, trop sèches, ne glacent pas), et les lacs de barrage dans les plaines marécageuses de la partie nord du bassin. Ce dernier est tout entier en pergélisol continu. Il est constitué en majorité de mélèzes devenant graduellement de la toundra au-delà du 70e parallèle, bien que les arbres puissent exister en microhabitats jusqu'au delta.

## Localités traversées
La Iana arrose notamment Verkhoïansk, Batagaï, Nijneïansk et Oust-Kouïga.

## Principaux affluents et sous-affluents
Outre les deux rivières-sources du fleuve, le Sartang et le Doulgalakh, les principaux affluents et sous-affluents de la Iana sont :
- l'Adytcha
  - le Nelguessé
  - le Tcharky
  - le Boroulakh
- l'Oldjo
- l'Abirabit
- le Bytantaï

La plupart des affluents de la Iana sont de courtes rivières provenant des hauts monts de Verkhoïansk.

## Climat
Le bassin de la Iana est considéré comme le pôle froid de la Russie, car des records de température y ont été enregistrés (jusqu'à −67,8 °C à Oïmiakon et Verkhoïansk). Le folklore iakoute dit qu'à de telles températures, si vous apostrophez un ami et qu'il ne vous entend pas, c'est parce que vos mots eux-mêmes ont gelé. Cependant, quand le printemps revient, les mots dégèlent et on peut entendre ce qui a été dit plusieurs mois auparavant.

## Hydrologie
Le débit annuel du fleuve est d'environ 32,18 km3, ou 32,18 milliards de m3, dont la plus grande partie s'écoule en mai et juin lorsque fondent les glaces sur la rivière. En effet, la Iana gèle en surface en octobre, et reste ainsi sous la glace jusqu'en mai-juin. Dans la région de Verkhoïansk, la Iana reste gelée jusqu'au cœur de 70 à 110 jours par an, et partiellement gelée environ 220 jours par an.

## Préhistoire
La basse vallée de la rivière Iana a révélé un site préhistorique daté d'environ 32 000 ans avant le présent, situé environ 100 km au sud de l'embouchure du fleuve, sur une terrasse alluviale longtemps prise dans le pergélisol, le site de Yana. C'est le plus ancien site connu occupé par l'Homme au nord du cercle polaire arctique. Il a livré depuis 2001 un riche matériel archéologique, constitué d'artéfacts en pierre, en os, et en ivoire de mammouth.